# Tilly-la-Campagne
Tilly-la-Campagne – miejscowość i dawna gmina we Francji, w regionie Normandia, w departamencie Calvados. W 2013 roku populacja ówczesnej gminy wynosiła 132 mieszkańców. 
W dniu 1 stycznia 2019 roku z połączenia trzech ówczesnych gmin – Hubert-Folie, Rocquancourt oraz Tilly-la-Campagne – powstała nowa gmina Castine-en-Plaine. Siedzibą gminy została miejscowość Rocquancourt. 